# Зекі Риза Спорель
Зекі Риза Спорель (тур. Zeki Rıza Sporel, 28 лютого 1898, Стамбул — 3 листопада 1969, Стамбул) — турецький футболіст, що грав на позиції нападника.
Виступав, зокрема, за клуб «Фенербахче», а також національну збірну Туреччини, ставши першим гравцем, який забив за національну збірну. Його часто називають одним з найкращих нападників в історії турецького футболу. Згодом був президентом «Фенербахче» (1955—1957).

## Клубна кар'єра
Народився 28 лютого 1898 року в місті Стамбул. Вихованець футбольної школи клубу «Фенербахче». Дорослу футбольну кар'єру розпочав 1915 року в основній команді того ж клубу, кольори якої і захищав протягом усієї своєї кар'єри гравця, що тривала цілих двадцять років. Відзначався надзвичайно високою результативністю, забиваючи в іграх чемпіонату в середньому більше одного гола за матч. Загалом у 352 матчах він забив 470 голів. Разом з Фенербахче він вигравав Стамбульську футбольну лігу чотири рази в 1921, 1923, 1930 та 1933 роках, а також чемпіонат Туреччини 1933 року.

## Виступи за збірну
26 жовтня 1923 року Зекі Риза Спорель зіграв в першому офіційному матчі збірної національної збірної Туреччини, яким була домашня товариська гра проти збірної Румунії (2:2). У цьому матчі Зекі Риза забив обидва голи своєї збірної, ставши відповідно автором першого голу і першого дублю за збірну в історії. Всього протягом кар'єри у національній команді, яка тривала 12 років, провів у її формі 16 матчів, забивши 15 голів.
У складі збірної був учасником футбольного турніру на Олімпійських іграх 1924 року у Парижі та Олімпійських іграх 1928 року в Амстердамі, зігравши на обох турнірах по одній грі, оскільки команда вилітала з турніру в першому ж раунді.
Він десять разів носив капітанську пов'язку національної збірної. Тривалий час він був найкращим бомбардиром збірної, поки його не обігнав Лефтер Кючюкандоньядіс.

## Подальше життя
З 1955 по 1957 рік був президентом «Фенербахче».
Помер 3 листопада 1969 року на 72-му році життя у місті Стамбул.

## Особисте життя
Старший брат Хасан Каміль Спорель, теж виступав за «Фенербахче» та національну збірну Туреччини, а також був президентом «Фенербахче» (1960—1961).